# 塔莱焦
塔莱焦（義大利語：Taleggio），是意大利贝加莫省的一个市镇。总面积46.59平方公里，人口610人，人口密度13.1人/平方公里（2009年）。国家统计（ISTAT）代码为016210。